# Christelijke Broeders van Ierland
De rooms-katholieke congregatie van de Christelijke Broeders van Ierland (Latijn: Congregatio Fratrum Christianorum, afkorting CFC) werd in 1802 in Waterford gesticht door de Ierse koopman Edmund Ignatius Rice. Dit is een onderwijscongregatie die wereldwijd actief is.
De congregatie is niet verwant met de in naam en opzet gelijkaardige congregatie Broeders van de Christelijke Scholen.